# Luodonselkä
Luodonselkä är en fjärd i Finland. Den ligger i landskapet Norra Österbotten, i den nordöstra delen av landet, 500 km norr om huvudstaden Helsingfors.